# Burg Dischingen
Die Burg Dischingen (auch Burg Tischingen oder Räuberburg genannt) ist eine abgegangene Höhenburg bei dem Stadtteil Weilimdorf der baden-württembergischen Landeshauptstadt Stuttgart. Von der Burg haben sich nur geringe Mauerreste sowie Wälle und Gräben erhalten.

## Lage
Die im Volksmund Räuberburg genannte Befestigung befindet sich auf etwa 400 m ü. NN im Staatswald Solitude, am westlichen Rand des Höhenzuges zwischen dem Tälchen des Lindenbachs im Westen und des Feuerbachtals im Osten. Etwa 400 Meter südlich des Burgstalls liegen die Reste der ehemaligen Burg Alt-Dischingen.

## Beschreibung
Die Anlage gliederte sich in eine steinerne Hauptburg mit Wohngebäude, Bergfried und Schildmauer (10 bis 12 Meter hoch) sowie einer hölzernen Vorburg, die durch Gräben, Wälle und Palisaden geschützt waren. Die Höhe des Bergfrieds wird auf etwa 20 Meter geschätzt.

## Geschichte
Das Vorläuferbauwerk der Burg Dischingen war die Burg Alt-Dischingen, die im 11. Jahrhundert erbaut wurde und ganz oder überwiegend aus Holz bestand. Nachdem die Burg im zweiten Drittel des 12. Jahrhunderts durch ein Feuer zerstört wurde, entstand nördlich des Burgstalls eine neue Burg. Die Bauherren waren die Herren von Dischingen. Im so genannten Reichskrieg (1311 bis 1312) der Reichsstädte gegen Graf Eberhard den Erlauchten von Württemberg wurde die Burg niedergebrannt. Funde von Armbrustbolzen belegen, dass die Burg von ihrer Mannschaft bis zum Schluss verteidigt wurde. Vielleicht dienten die Ruinen zeitweise Räubern als Versteck. Nach der Zerstörung wurde die Ruine im 14. und 15. Jahrhundert als Steinbruch verwendet und bis auf geringe Mauerreste abgetragen. Anschließend geriet die Burg in Vergessenheit und wurde erst gegen Ende der 1940er Jahre wiederentdeckt. Von 1949 bis 1952 wurde die alte Burg ausgegraben, archäologisch untersucht und die Mauerreste konserviert.

## Bilder

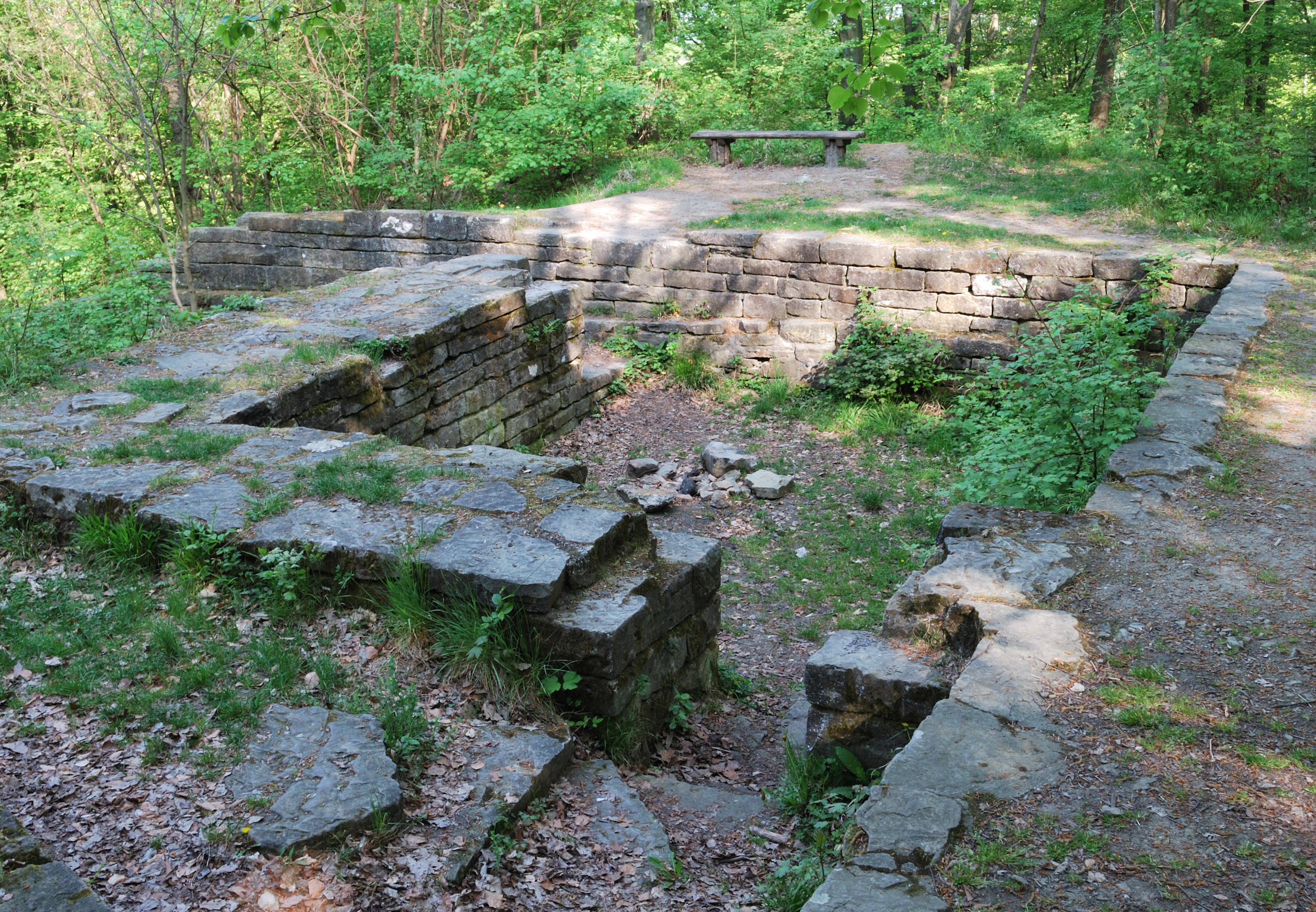
Mauerreste
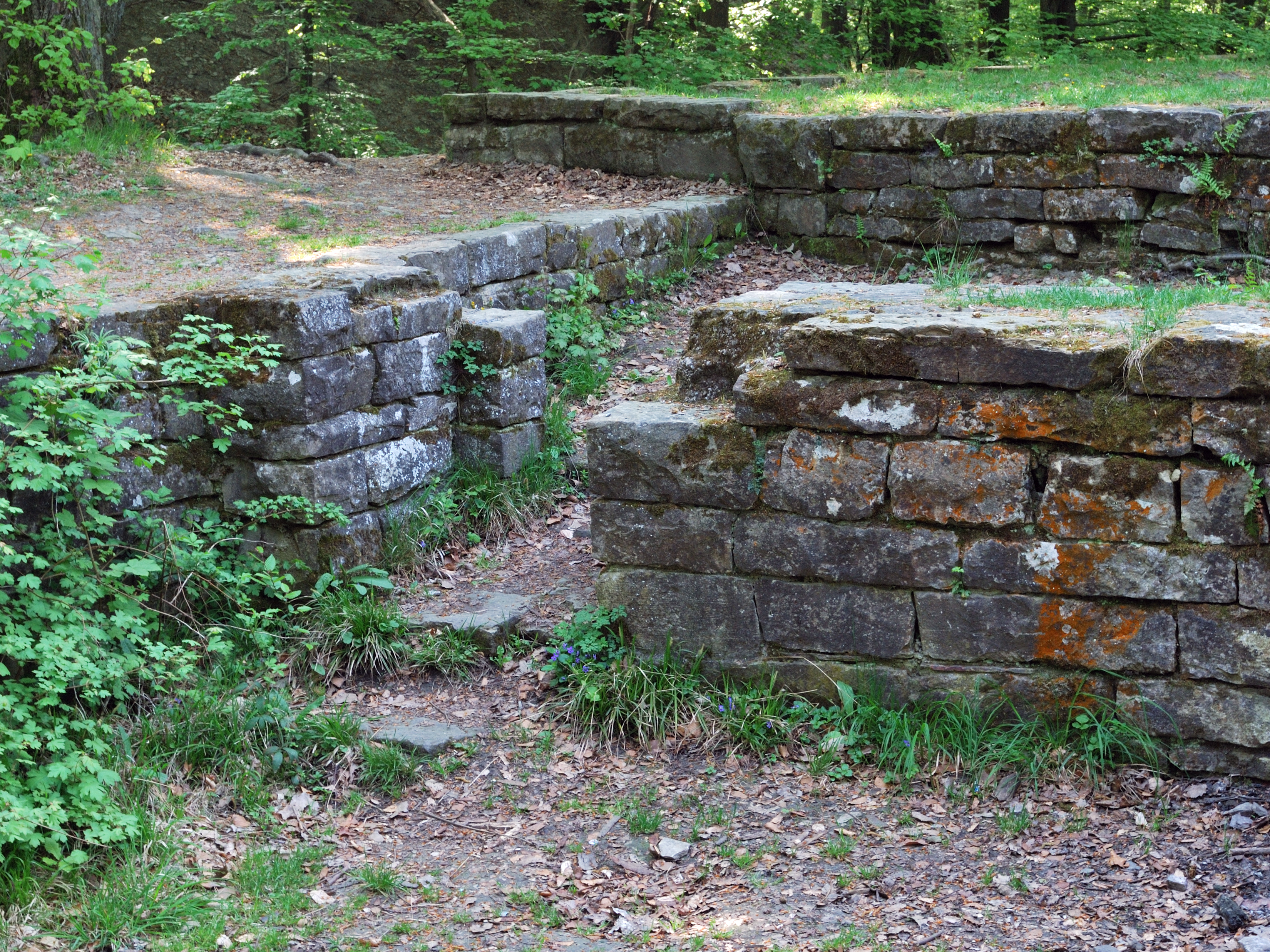
Mauerreste
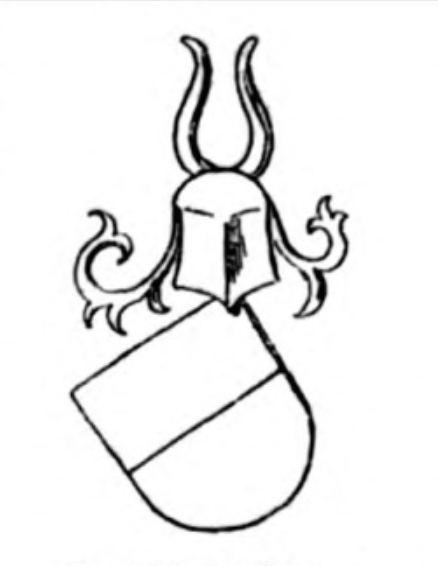
Wappen der Herren von Dischingen